# Liste der Kulturdenkmäler in Dietrichingen
In der Liste der Kulturdenkmäler in Dietrichingen sind alle Kulturdenkmäler der rheinland-pfälzischen Ortsgemeinde Dietrichingen aufgeführt. Grundlage ist die Denkmalliste des Landes Rheinland-Pfalz (Stand: 31. August 2023).

## Einzeldenkmäler
| Bezeichnung     | Lage                                     | Baujahr                            | Beschreibung | Bild                           |
| --------------- | ---------------------------------------- | ---------------------------------- | --- | ------------------------------ |
| Quereinhaus     | Bergstraße 2 Lage                        | 1826                               | Quereinhaus, bezeichnet 1826 | Fotos hochladen                |
| Hofgut Monbijou | nördlich des Ortes Lage                  | zweite Hälfte des 18. Jahrhunderts | langgestreckter Hof; Wohnhaus, zweite Hälfte des 18. Jahrhunderts, dreischiffiger Stall, erste Hälfte des 19. Jahrhunderts; Ruine der barocken, 1873 vergrößerten, 1971 ausgebrannten Orangerie | weitere Bilder Fotos hochladen |
| Kirschbacherhof | nördlich des Ortes Lage                  |                                    | große rechteckige Anlage; barocker Putzbau, Ausbau des vorderen Baus in Formen der deutschen Renaissance, frühes 20. Jahrhundert                                                                | weitere Bilder Fotos hochladen |
| Friedhofstor    | südlich des Ortes, auf dem Friedhof Lage |                                    | Friedhofstor als Kriegerdenkmal 1914/18 | weitere Bilder Fotos hochladen |